# Liu Yang (judoka)
Liu Yang (5 de febrero de 1988) es una deportista china que compitió en judo. Ganó una medalla de bronce en el Campeonato Asiático de Judo de 2015 en la categoría de –57 kg.

## Palmarés internacional
| Campeonato Asiático | Campeonato Asiático | Campeonato Asiático | Campeonato Asiático |
| Año                 | Lugar               | Medalla             | Categoría           |
| ------------------- | ------------------- | ------------------- | ------------------- |
| 2015                | Kuwait (Kuwait)     | Medalla de bronce   | –57 kg              |